# Vigogne
Die Vigogne, eingedeutscht auch Vigone, ist eine ursprünglich als Nachahmung für das vom Vikunja stammende Vikunjagarn benutzte Fasermischung aus Baumwolle und Schafwolle.
Zwischenzeitlich wurden auch Fasergemische aus Baumwolle und Viskose oder Kunstfasern als Vigogne bezeichnet.
Jetzt wird Vigogne meist mit einem Anteil von ca. 97 % Baumwolle und 3 % Schafwolle zur Herstellung von Streichgarnen benutzt.
Stoffe aus Vigognegarn lassen sich gut aufrauen, sind warm und saugfähig. Sie eignen sich insbesondere für Winterkleidung, Arbeitskleidung und Trikotagen.